# Королі (Молодечненський район)
Королі (біл. вёска Каралі) — село в складі Молодечненського району Мінської області, Білорусь. Село підпорядковане Городилівській сільській раді, розташоване в західній частині області.